# Ji Young-jun
Ji Young-jun (kor. 지영준; * 15. Oktober 1981 in Seoul) ist ein südkoreanischer Marathonläufer.
2001 gewann er den Chuncheon-Marathon in 2:15:32 h. Ein Jahr später gelang ihm als Dritter des JoongAng Seoul Marathons eine enorme Steigerung auf 2:09:48.
2003 wurde er Zweiter beim Seoul International Marathon in 2:08:43, kam jedoch bei den Weltmeisterschaften in Paris/Saint-Denis nur auf den 52. Platz. 2004 erreichte er als Sechster beim Seoul International Marathon eine Zeit von 2:08:54 und qualifizierte sich damit für die Olympischen Spiele in Athen, bei denen er Rang 17 belegte.
Einem vierten Platz beim Seoul International Marathon 2006 und einem neunten beim JoongAng Seoul Marathon 2007 folgten 2008 ein zehnter bzw. neunter Platz bei diesen Rennen.
2009 wurde er zunächst Fünfter beim Seoul International Marathon und siegte dann beim Daegu-Marathon in 2:08:30. Bei den Weltmeisterschaften in Berlin erreichte er allerdings nicht das Ziel.
2010 meldete er sich mit einem zweiten Platz in Daegu zurück und brach mit seiner Zeit von 2:09:31 zum fünften Mal die 2:10-Stunden-Marke. Beim Marathon der Asienspiele in Guangzhou gewann er Gold.

## Persönliche Bestzeiten
- 5000 m: 13:49,99 min, 10. Juni 2006, Shibetsu (südkoreanischer Rekord)
- 10.000 m: 28:57,16 min, 2006
- Marathon: 2:08:30 h, 12. April 2009, Daegu